# Principi della filosofia di Cartesio
Principi della filosofia di Cartesio è la prima opera di Baruch Spinoza scritta a soli 29 anni, quando si era avvicinato alla visione cartesiana dopo aver notato alcune incomprensioni con il mondo della sua comunità ebraica di Amsterdam. Fu pubblicata ad Amsterdam nel 1663. Quest'opera gli diede la fama di esegeta della cultura cartesiana.
Fu l’unico scritto al quale diede nome. 
In quest’opera rivela come la filosofia sia una via verso la salvezza esistenziale.

## Contenuto
La prefazione di Lodewijk Meyer spiega che il testo è una continuazione dei Principia Philosophiae di Cartesio, esposti secondo l'incedere proprio degli Elementi di Euclide. In appendice sono presenti una serie di brani in prosa, raccolti col titolo di Cogitata Metaphisicae ("Pensieri Metafisici"), in cui si accenna alle divergenze con la filosofia cartesiana e in cui Spinoza illustra le idee di Descartes in relazione ad argomenti della tradizione metafisica, quali: essenza, esistenza, idea, necessità, contingenza, durata e tempo.